# Horka (Sassonia)
Horka è un comune di 1.942 abitanti della Sassonia, in Germania.
Appartiene al circondario (Landkreis) di Görlitz (targa GR) ed è parte della comunità amministrativa (Verwaltungsverband) di Weißer Schöps/Neiße.